# Khamsa di Nizami

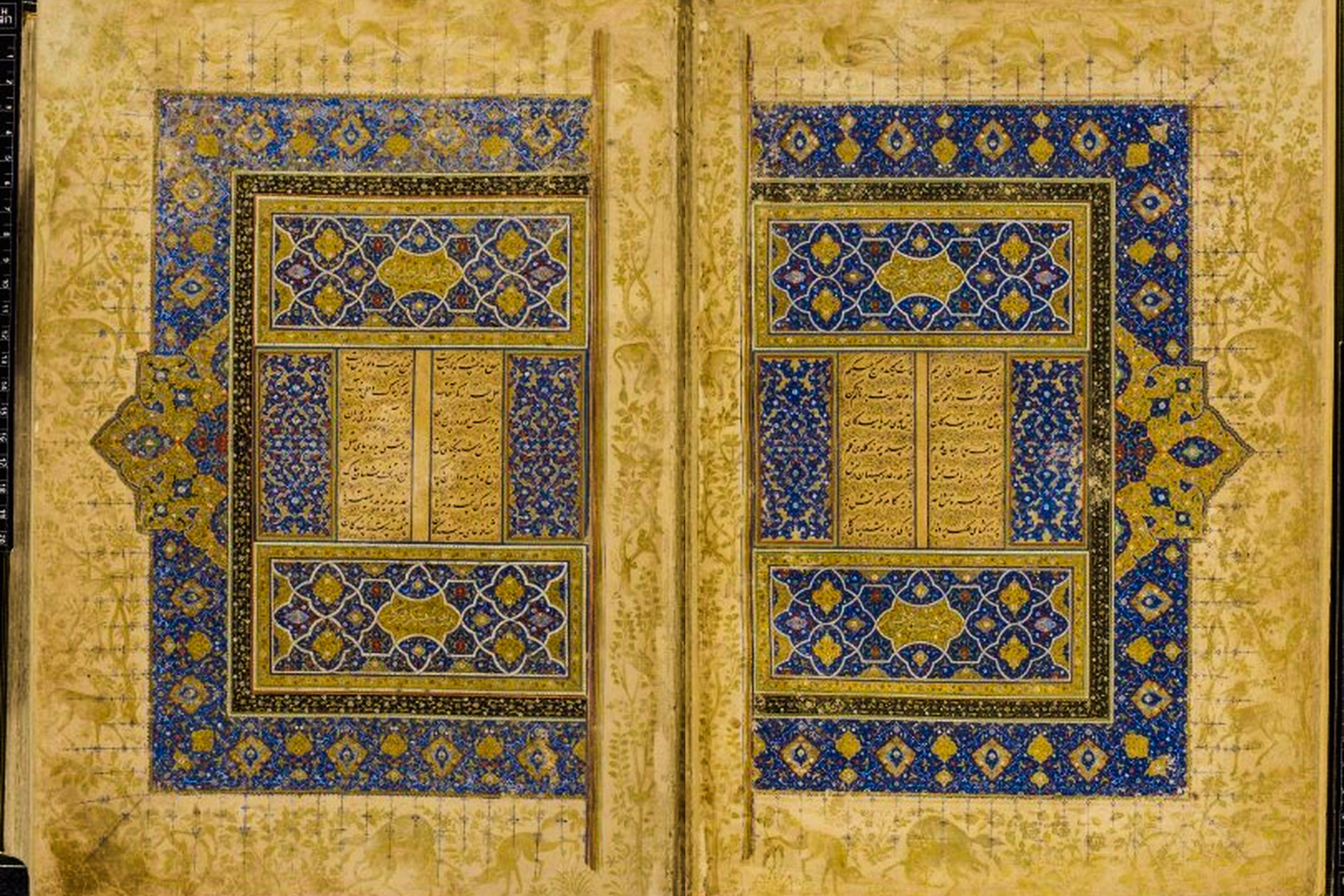
Apertura di un manoscritto del Khamsa di Nizami, British Library

Il Khamsa (in persiano خمسه‎, "quintetto", dall'arabo ) o Panj Ganj (in persiano پنج گنج‎, "cinque tesori") è l'opera principale e più conosciuta di Nizami Ganjavi.

## Descrizione
Il Khamsa è strutturato in cinque lunghi poemi narrativi:
- Makhzan-ol-Asrâr (مخزن‌الاسرار‎, "Il tesoro o magazzino dei misteri|[1]), 1163 (alcuni lo datano 1176)
- Khosrow o Shirin (خسرو و شیرین‎, "Cosroe e Shirin"), 1177-1180
- Leyli o Majnun (لیلی و مجنون‎, "Layla e Majnun"), 1192
- Eskandar-Nâmeh (اسکندرنامه‎, "Il libro di Alessandro"), 1194 o 1196–1202
- Haft Peykar (هفت پیکر‎, "Le sette bellezze"), 1197

Il primo di questi poemi, Makhzan-ol-Asrâr, fu influenzato dal monumentale Giardino della Verità di Sanai (morto nel 1131). Gli altri quattro poemi sono romanzi medievali. Cosroe e Shirin, Bahram-e Gur e Alessandro Magno, che hanno tutti episodi a loro dedicati nello Shāh-Nāmeh di Firdusi, appaiono di nuovo qui al centro di tre dei quattro poemi narrativi di Nizami. L'avventura della coppia di amanti, Layla e Majnun, è il soggetto del secondo dei suoi quattro romanzi, e derivato da fonti arabe. In tutti questi casi, Nizami rielaborò in modo sostanziale il materiale dalle sue fonti.
Il Khamsa era un soggetto popolare per sontuosi manoscritti illustrati con miniature dipinte presso le corti persiane e moghul nei secoli successivi. Gli esempi includono il Khamsa di Nizami (British Library, Or. 12208), creato per l'imperatore Moghul Akbar nel 1590.

## Galleria d'immagini

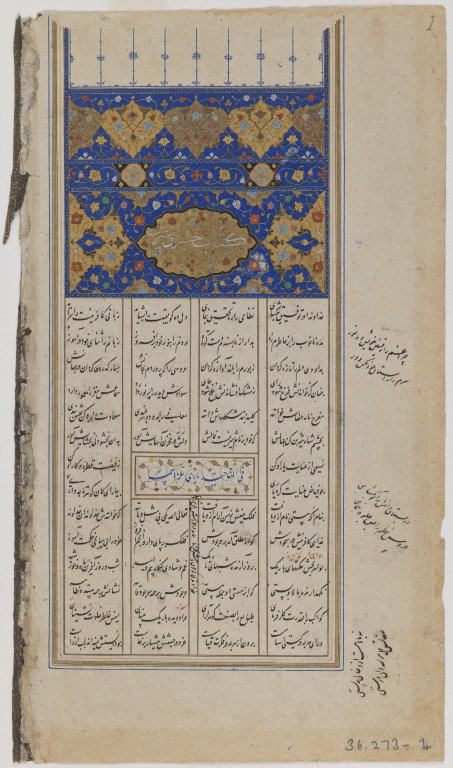
Pagina da un manoscritto miniato del "Khamsa" di Nizami. Museo di Brooklyn.
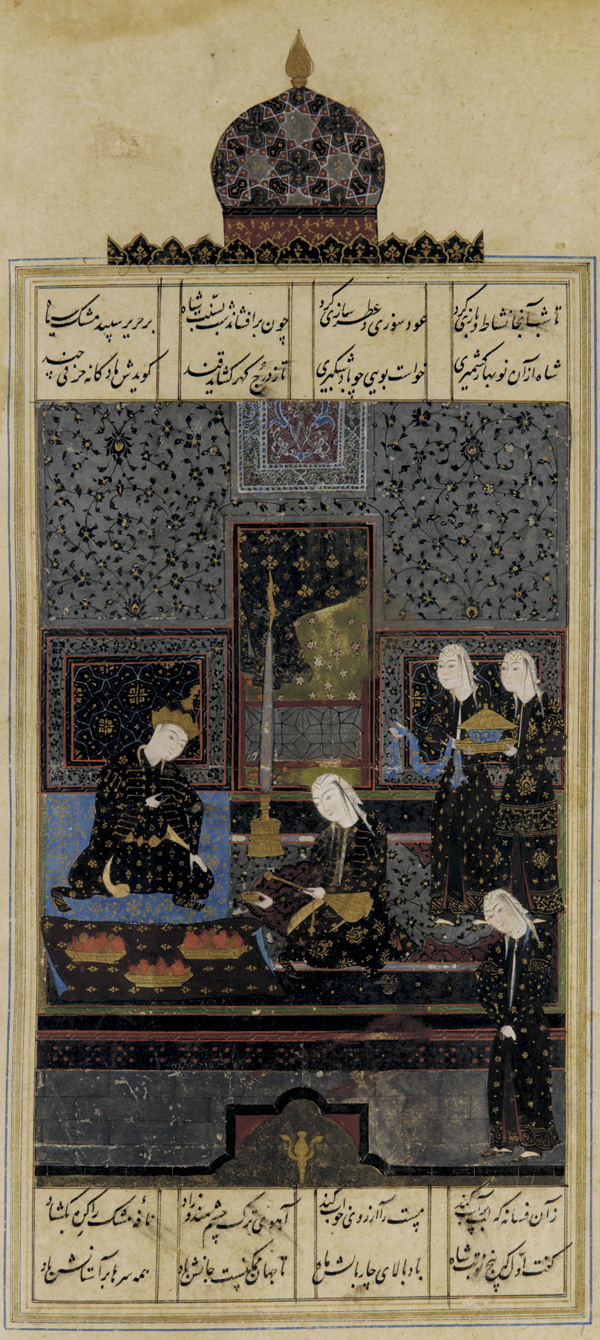
Il Re sasanide Bahram Gur è un grande favorito nella tradizione e nella poesia persiana. Raffigurazione di "Bahram e la principessa indiana nel padiglione nero" di Nizami, Khamsa, epoca safavide della metà del XVI secolo.
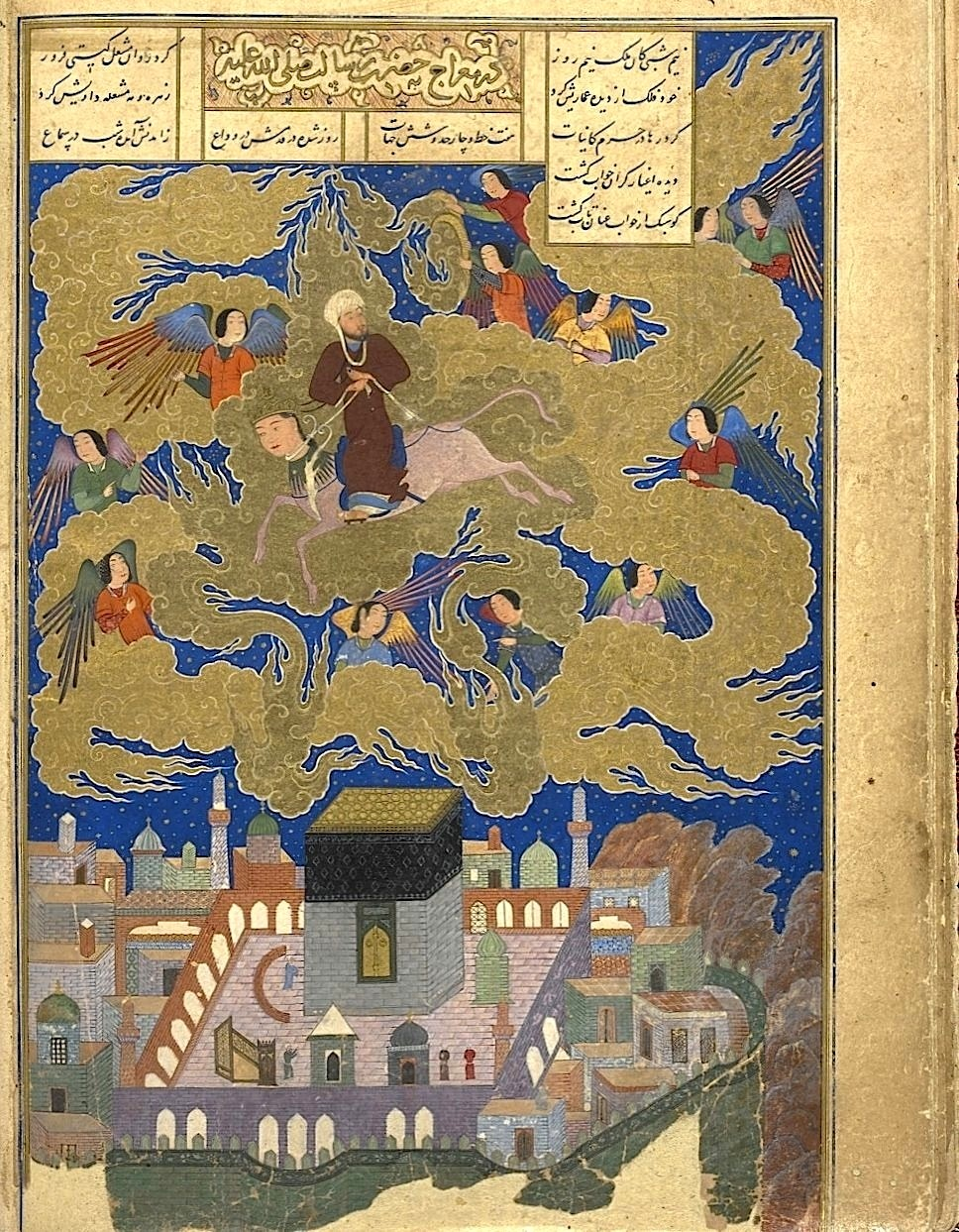
Un manoscritto del Khamsa di Nizami datato 1494, raffigurante il viaggio di Maometto a La Mecca alla Cupola della Roccia verso il Cielo. L'Arcangelo Gabriele si trova alla destra di Maometto.
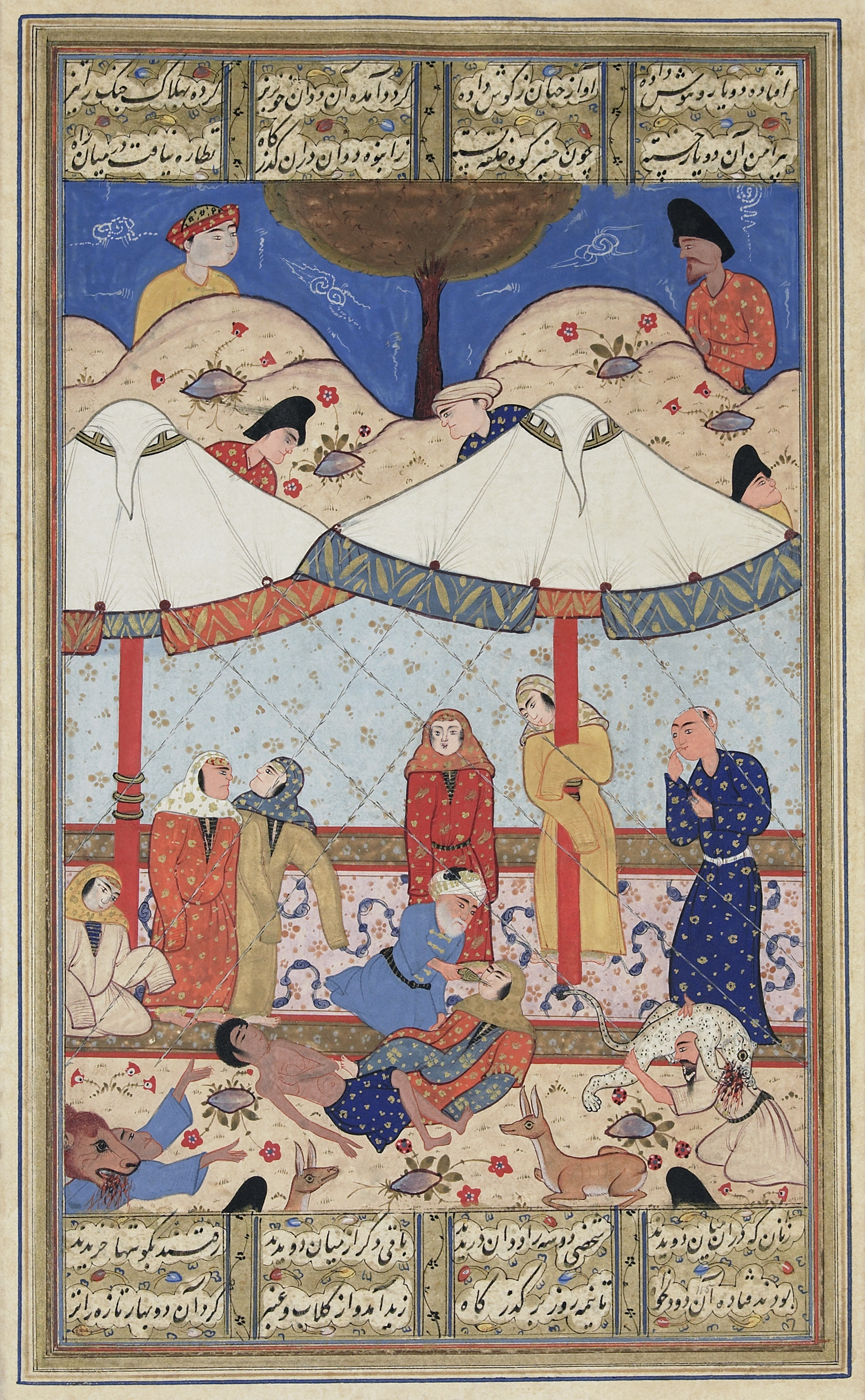
Una scena del romanzo " Layla e Majnun". Gli amanti contrastati si incontrano per l'ultima volta prima della loro morte. Entrambi sono svenuti e l'anziano messaggero di Majnun tenta di far rivivere Layla mentre gli animali selvatici proteggono la coppia da intrusi sgraditi. Illustrazione della fine del XVI secolo.
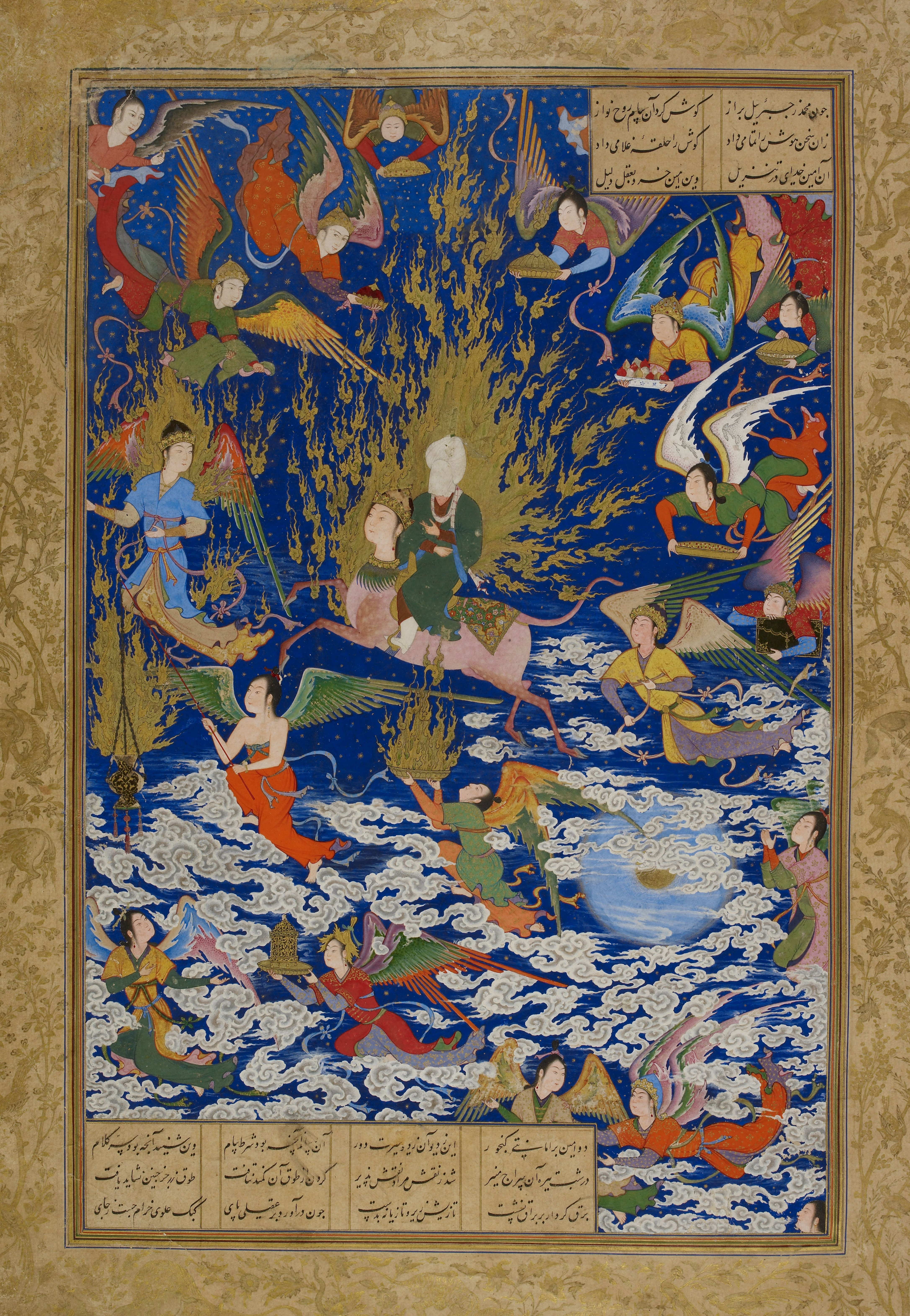
Illustrazione del 1543 dell'Isrāʾ e Miʿrāj del Khamsa, probabilmente realizzata dal pittore di corte Sultan Muhammad. Questa versione è stata creata per il persiano Scià Tahmasp I.